# Liste der Monuments historiques in Saint-Hilarion (Yvelines)
Die Liste der Monuments historiques in Saint-Hilarion (Yvelines) führt die Monuments historiques in der französischen Gemeinde Saint-Hilarion auf.

## Liste der Bauwerke
| Bezeichnung        | Beschreibung                      | Standort | Kennzeichnung | Schutzstatus | Datum | Bild           |
| ------------------ | --------------------------------- | -------- | ------------- | ------------ | ----- | -------------- |
| Château de Voisins | Schloss, erbaut von 1903 bis 1906 | (Lage)   | PA00087631    | Classé       | 1983  | weitere Bilder |
| Kirche St-Hilarion | Erbaut im 12. Jahrhundert         | (Lage)   | PA00087632    | Inscrit      | 1933  | weitere Bilder |

## Liste der Objekte
- Monuments historiques (Objekte) in Saint-Hilarion (Yvelines) in der Base Palissy des französischen Kultusministeriums